# Ted Herold
Ted Herold (geboren als Harald Walter Bernhard Schubring) (Berlin-Schöneberg, 9 september 1942 – Dortmund, 20 november 2021) was een Duitse schlagerzanger.

## Carrière
Harald Walter Bernhard Schubring was de zoon van een stukadoor, die in 1951 met zijn familie naar Bad Homburg vor der Höhe verhuisde. Hij had zich al sinds zijn jeugd voor muziek geïnteresseerd, vooral voor rock-'n-roll. Bill Haley, Buddy Holly en Elvis Presley waren zijn favorieten. Een medeleerlinge op school bracht hem in 1958 in contact met het platenlabel Polydor, die proefopnamen maakten, met als resultaat zijn eerste single met twee Duitstalige coverversies van Elvis Presley, begeleid door muziekproducent en orkestleider Bert Kaempfert. Zijn naam kreeg het pseudoniem Ted Herold. Hij kreeg een lucratief contract aangeboden met eigenbelang aan de verkoop en ging naar Wenen naar de succesvolle producent Gerhard Mendelson, die de carrière van Peter Kraus in goede banen had geleid. Herold werd als de Duitse Elvis gezien en zong tot 1960 uitsluitend covers van Elvis Presley-titels. Het nummer Ich bin ein Mann trok veel aandacht, maar werd niet door Duitse radiozenders gespeeld.
Zijn carrière ging in 1959 met talrijke single-publicaties en tournees bergop, onder andere met Tommy Kent, Bully Buhlan, Ralf Paulsen en Max Greger. In 1960 werd zijn repertoire met rustige nummers uitgebreid. De ballade Moonlight, geschreven door Werner Scharfenberger en Fini Busch werd een monsterhit met meer dan 500.000 verkochte exemplaren en een 1e plaats in de Duitse hitlijst. De rebelse rock-'n-roller kreeg tot het midden van de jaren 1960 geen verbintenissen meer, dankzij de uitsluitend publieke tv-zenders. Desondanks had hij tussen 1959 en 1963 diverse optredens in muziekfilms. Als begeleidingsorkest speelde tot 1966 meestal het orkest van Johannes Fehring, in zeldzame gevallen ook de orkesten van Werner Scharfenberger, Erwin Halletz, Boris Jojic, Gerry Friedrich en Bill Justis.
In 1963 werd hij opgeroepen voor de militaire dienst in Wetzlar, waar hij werd opgeleid tot radiotelegrafist. Tijdens zijn dienstplicht bracht hij echter nog drie singles op de markt, die dankzij het beattijdperk niet echt aanspraken bij het publiek. Na zijn ontslag als onderofficier in 1964 probeerde hij nog enkele nummers te brengen, maar dit werd geen succes. In 1966 nam hij zijn laatste single op bij Polydor. Tot 1969 nam hij nog twee uitgebrachte singles op, waarna het stil werd rond zijn persoon.
In 1977 kreeg hij verrassend een aanbieding van Udo Jürgens om mee te werken aan een nummer voor de lp Panische Nächte en hem tevens te begeleiden tijdens een Duitsland-tournee. Hij kreeg een platencontract bij Teldec en bracht nieuwe nummers op de markt, die hij samen met zijn oude klassiekers zong bij de talrijke optredens. Vanaf 1978 had hij een eigen begeleidingsgroep, bestaande uit de gitaristen Helmut Franke en Peter Hesslein.
Aan het einde van de jaren 1990 waren zijn oude nummers compleet op cd overgezet. Hij was bij talrijke tv-uitzendingen en galavoorstellingen te gast. In 2007 speelde hij mee in aflevering 1116 van de tv-serie Lindenstraße. Daarnaast werkte hij liveconcerten af en bracht meerdere cd’s uit. In 2002 verscheen ter gelegenheid van zijn 45-jarig podiumjubileum alsook van zijn 60e verjaardag het nummer Ob 16 oder 60 alsook een Best Of-cd met het nummer Mein verrücktes verrocktes Leben.
Sinds 2005 verschenen nieuwe cd's bij het label A1/A2 Records. Met het nieuwe nummer 1958 – Wir waren dabei veroverde hij weer een plek in de hitparaden. Er verschenen meerdere nummers onder dit label. In januari 2008 bracht hij het cd-album Jukebox, Jeans, Rock 'n' Roll uit met talrijke nieuwe nummers. In december 2020 werd naar aanleiding van het kerstconcert in de Dortmunder Westfalenhalle de dubbel-lp Wahre Liebe wird nicht älter uitgebracht. Ter gelegenheid van zijn 70e verjaardag verscheen op 15 november 2012 het album Rock 'n' Roll geht immer. Tegelijkertijd verscheen na Hauptsache, du machst dein Ding en Das Herz der Rock 'n' Roller het nummer Rock 'n' Roll Lady. Verdere nummers uit het tussen 2012 en 2014 verschenen album zijn: Marie Marro, Die süße Politesse, Man ist so alt, wie mann sich fühlt, Nicht jede hat ein Herz wie du en Es regnet harte Dollars. Sinds januari 2016 staat Herold onder contract bij het label Tinacolada Klangwelt. Op 1 februari 2016 verscheen de eerste publicatie bij dit label: het duet Das ist Rock 'n' Roll met Lars Vegas.

## Privéleven en overlijden
In 1965 trouwde hij met de kasteleinsdochter Karin Höhler en verhuisde in 1966 naar Wetzlar-Nauborn, waar hij een opleiding tot radio en tv-technicus had gevolgd. Vanaf 1970 werkte hij als werkplaatsleider in zijn geleerde beroep. In maart 1977 legde hij zijn eindexamen af. Daarna woonde hij twee jaar in Echtz. In september 2002 trouwde hij met zijn langjarige levenspartner Manuela in Dortmund.
Op 20 november 2021 kwamen Herold en zijn vrouw om het leven tijdens een woningbrand. Hij werd 79 jaar

## Discografie

### Singles A- en B-kant
- 1958: Ich brauch’ keinen Ring/Lover Doll (Ohne dich)
- 1958: So schön ist nur die allererste Liebe (Oh Judy)/Wunderbar, wie Du heut’ wieder küßt
- 1959: Hula Rock/Dixieland Rock
- 1959: Dein kleiner Bruder/Texas Baby
- 1959: Ich bin ein Mann/Carolin (Darf ich nicht dein Boyfriend sein)
- 1959: Hey Baby/Küß mich
- 1959: Isabell/Crazy Boy
- 1960: Moonlight /1:0
- 1960: Sunshine Baby/Hast du fünf Minuten Zeit
- 1961: Auch du wirst geh’n/Sunshine Baby
- 1960: Hey Little Girl/Hast du fünf Minuten Zeit
- 1960: Don’t Know Why/Moonlight (Engels)
- 1961: Oh So Sweet/Lonely
- 1961: Das Lied von der Liebe/Ich höre deine Stimme
- 1961: Angelina/Tausend Illusionen
- 1961: Little Linda/Sie war all sein Glück
- 1962: Twist Musik/T-W-I-S-T
- 1961: Kiss Me Annabell/Rendezvous im Mondschein
- 1962: Wir jungen Leute (met Lill-Babs)
- 1962: Tschau, tschau auf Wiederseh’n (met Lill-Babs)
- 1962: Ich bin ein Wanderer/Hula Moon Baby
- 1962: Sei doch mein Talisman/Eine Kette aus roten Korallen
- 1962: Geh’ den Weg mit mir/Du bist viel zu schade
- 1962: Madison um Mitternacht/Du bist fabelhaft
- 1963: Zurück an Johnny/Kleine Moonlight Lady
- 1963: Ein Limbo für dich/Ich brauch’ mein Herz nicht mehr
- 1963: Blue Night/Da Doo Ron Ron
- 1963: Ich hab’ ein Sweetheart/Ich bin jung, du bist jung
- 1963: Bossa Nova Baby/Ich bin jung, du bist jung
- 1964: Glück in Acapulco/Das Haus am Missouri
- 1964: Hey Lulu/Sag’ mir niemals Goodbye
- 1964: Sag’ mir bitte die Wahrheit/Du kannst ja geh’n
- 1964: Goodbye Susann/Ich vertraue dem Traum
- 1966: Die gefährlichen Jahre/Bin schon vergeben
- 1966: Mach mir nicht den Abschied so schwer/Der schöne Johnny
- 1966: Am anderen Tag (Alle Menschen sind Freunde)/Down in the Boondocks
- 1969: Pretty Bellinda/Braune Augen, schwarze Haare
- 1969: Grüne Augen – Froschnatur/Sommertraum
- 1978: Abendwind/Jetzt bin ich wieder zu Haus
- 1979: Mann, dann geht es los/Baby Face
- 1980: Rockabilly-Willy/Geh’ deinen Weg
- 1980: Rock ’n’ Roll For President/Frag nicht nach Judy
- 1980: Ahua/Ein andrer
- 1981: Bill Haley/Rockabilly Boogie Guitar Man
- 1981: Die besten sterben jung/Der Spieler
- 1982: Gib dein Ziel niemals auf/Der Kaiser von China
- 1982: Girls & Rock ’n’ Roll/Gewinner und Verlierer
- 1982: Ready Teddy/Jetzt oder nie
- 1983: Gemeinsam sind wir stärker/Wer nicht wagt
- 1983: Rock ’n’ Roll Is King/Hart auf hart
- 1984: Computer Rock ’n’ Roll/Rock-A-Billy Boogie
- 1984: Lady, Lady, Lady/Kannst du mir sagen
- 1985: Eventuell/Rock ’n’ Roll Rendezvous
- 1987: The Devil Is Knocking (met The Phantoms)/Sunset City Girl (met The Phantoms)
- 1988: Tribute To Buddy Holly/I Was A Fool
- 1988: Der Mond über Hamburg/Come On Little Baby
- 1991: Vergeben, vergessen, vorbei/Vergeben, vergessen, vorbei (instrumentaal)
- 1992: Zeit für Tränen/Zeit für Tränen (instrumentaal)

### Maxi-cd's
- 2001: Ich fahr' keinen Jaguar
- 2002: Ob 16 oder 60
- 2003: Ich halt' 'nen Platz im Himmel frei
- 2004: Rock 'n' Roll & Petticoat
- 2005: 1958 – wir waren dabei
- 2006: Klassentreffen/Frag nicht die Sterne
- 2007: Die Nacht war schön im Moonlight/Unerfüllte Liebe
- 2007: Halteverbot (Hey, Frollein) (met karaoke versie)
- 2007: Zwei Tage vor dem Ersten (met karaoke versie)
- 2007: Josephine B. (met karaoke versie)
- 2008: Das letzte Hemd/Die Nacht war schön im Moonlight (Instrumentale versie)
- 2008: Das machst du nicht noch mal mit mir (Instrumentale versie)
- 2008: Christmas Party im Büro/Kinder im Advent
- 2008: Jukebox, Jeans, Rock 'n' Roll – Die Single/Jukebox, Jeans, Rock 'n' Roll (Instrumentaal)
- 2009: Es könnte besser geh'n (met karaoke versie)
- 2009: Rock 'n' Roll meets Country (duet met Susan Kent) (met karaoke versie)
- 2009: Manchmal hat der Tag zu wenig Stunden (met karaoke versie)
- 2010: Mann, Mann, Mann (met karaoke versie)
- 2010: Dieser Weg muss kein schwerer sein met: Hartmut Schulze Gerlach, Frank Zander, Wolfgang Lippert
- 2010: Dr. Rock 'n' Roll (met karaoke versie)
- 2010: Ich hab noch keinen Baum (met karaoke versie)
- 2010: Mrs. Flintstone (met karaoke versie)
- 2011: Keine Zeit für Trödelei (duet met Susan Kent) (met karaoke versie)
- 2011: Al Capone (met karaoke versie)
- 2011: Schöne Frau'n sind jeden Euro wert (duet met Susan Kent) (met karaoke versie)
- 2012: Hauptsache, du machst dein Ding (met karaoke versie)
- 2012: Das Herz der Rock 'n' Roller (met karaoke versie)
- 2012: Rock 'n' Roll Lady (met karaoke versie)
- 2013: Marie Maroo (met karaoke versie)
- 2013: Die süsse Politesse (met karaoke versie)
- 2013: Man ist so alt wie man sich fühlt (met karaoke versie)
- 2014: Nicht jede hat ein Herz wie du (met karaoke versie)
- 2014: Es regnet harte Dollars (met karaoke versie)
- 2015: Scheich in Abu Dhabi (met karaoke versie)
- 2016: Das ist Rock 'n' Roll im Duett mit Lars Vegas/LV Sandy

### Lp's
- 1960: Sing und Swing mit Ted
- 1979: Jetzt bin ich wieder zu Haus
- 1981: Rock 'n' Roll For President
- 1982: Ready Teddy
- 1987: Moonlight & Rock 'n' Roll
- 1990: Ted Herold

### Cd's
- 1997: Rock'n'Roll, 'ne Gitarre und 'ne Flasche Bier
- 1998: Das waren die wilden Jahre…
- 2002: Mein verrücktes/verrocktes Leben
- 2004: On Stage
- 2008: Jukebox, Jeans, Rock 'n' Roll
- 2010: Wahre Liebe wird nicht älter
- 2012: Rock 'n' Roll geht immer
- 2018: Das Beste zum 60. Bühnenjubiläum

## Filmografie (selectie)
- 1958: Der Pauker
- 1959: La Paloma
- 1959: Immer die Mädchen
- 1959: Mein Schatz, komm mit ans blaue Meer
- 1960: Kein Mann zum Heiraten
- 1961: Schlagerparade 1960
- 1961: Schön ist die Liebe am Königssee
- 1961: Schlagerparade 1961
- 1961: Drei weiße Birken
- 1962: Der verkaufte Großvater
- 1962: Drei Liebesbriefe aus Tirol
- 1962: Wenn die Musik spielt am Wörthersee
- 1962: Schlagerrevue 1962
- 1963: Sing, aber spiel nicht mit mir
- 1988: Ein Richter für Berlin
- 2007: Lindenstraße (tv-serie, één aflevering)

## Onderscheidingen
- Goldene Stimmgabel 1982 en 1988
- Bear Family Records huldigde Ted Herold met zijn 65e verjaardag in september 2007 met de dvd Unterwegs.

- Bibliothèque nationale de France: cb15507338x (data)
- Gemeinsame Normdatei: 132117509
- International Standard Name Identifier: 0000 0000 7102 5222
- Library of Congress Control Number: no2003070294
- MusicBrainz: f01a43e7-a4a5-44f0-bf6a-55a7acffe9aa
- Virtual International Authority File: 40527453
- WorldCat: E39PBJcwycGWGpJrDvwPTjB3wC